# Petr Čajánek
Petr Čajánek (ur. 18 sierpnia 1975 w Gottwaldovie) – czeski hokeista, reprezentant Czech, trzykrotny olimpijczyk

## Kariera
- HC Zlín (1993-2002)
- St. Louis Blues (2002-2004)
- PSG Zlín (2004-2005)
- St. Louis Blues (2005-2007)
- Peoria Rivermen (2007)
- Ak Bars Kazań (2007-2008)
- Dinamo Moskwa (2008-2009)
- SKA Sankt Petersburg (2009-2011)
- PSG Zlín (2011-2015)

Wychowanek i od 2011 roku zawodnik klubu HC Zlín oraz kapitan drużyny. Zakończył karierę w marcu 2015.
Uczestniczył w turniejach mistrzostw świata 2000, 2001, 2002, 2005, 2007, 2009, 2010, 2011, 2012, 2013, 2014, zimowych igrzysk olimpijskich 2002, 2006, 2010 oraz Pucharu Świata 2004.

## Sukcesy i nagrody

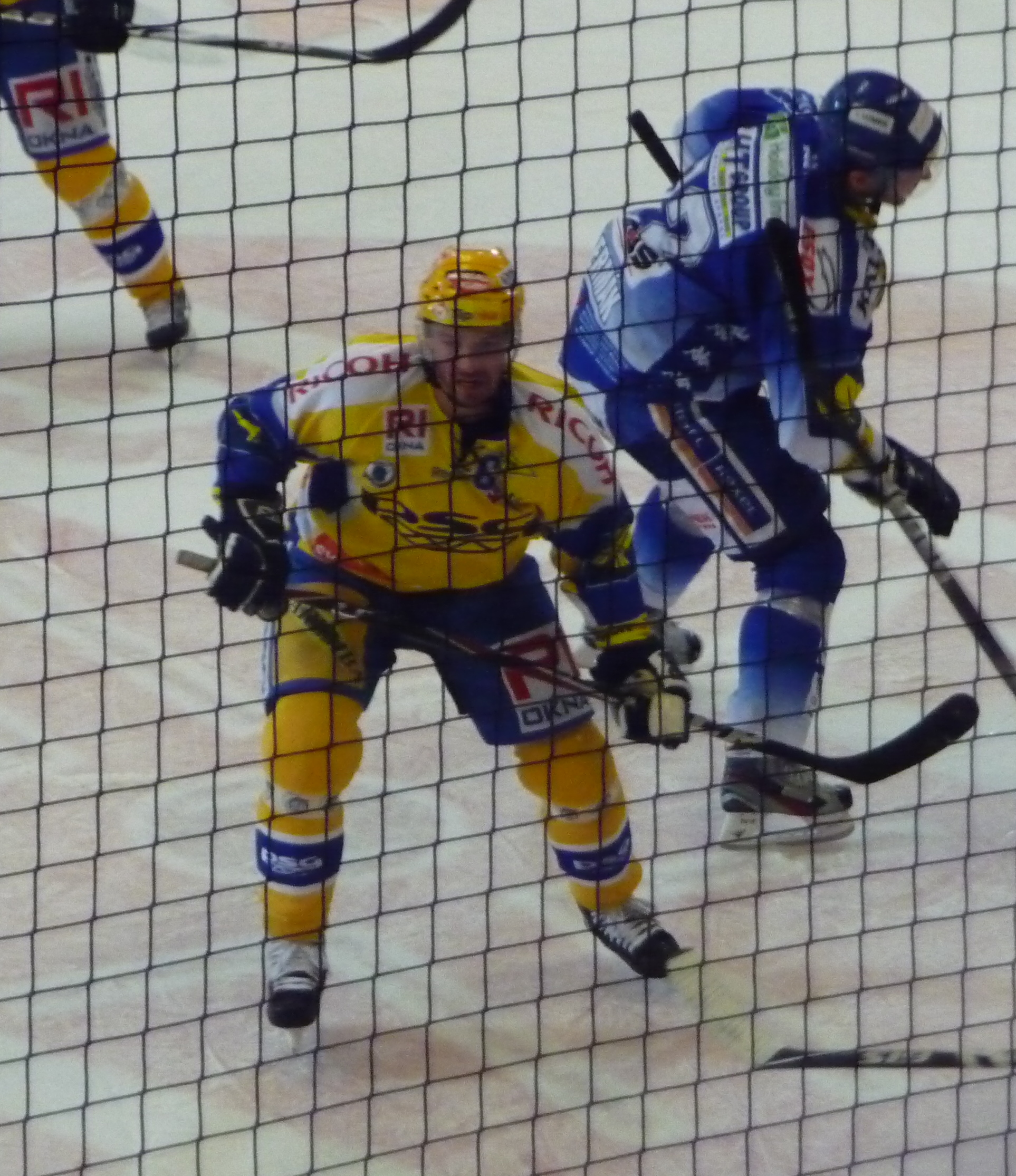
Petr Čajánek w barwach PSG Zlín (2011)

Reprezentacyjne
- Złoty medal mistrzostw świata: 2000, 2001, 2005
- Brązowy medal igrzysk olimpijskich: 2006

Klubowe
- Srebrny medal mistrzostw Czech: 1995, 1999, 2005, 2013 ze Zlínem
- Brązowy medal mistrzostw Czech: 2002 ze Zlínem
- Puchar Kontynentalny: 2008 z Ak Barsem Kazań
- Srebrny medal mistrzostw Rosji: 2009 z Dinamo Moskwa
- Puchar Spenglera: 2008 z Dinamo Moskwa, 2010 ze SKA
- Puchar Prezydenta Czeskiej Federacji Hokeja na Lodzie: 2013[3][4][5] z PSG Zlín
- Złoty medal mistrzostw Czech: 2014 z PSG Zlín

Indywidualne
- Mistrzostwa Świata w Hokeju na Lodzie 2009/Elita:
  - Piąte miejsce w klasyfikacji strzelców turnieju: 5 goli
  - Jeden z trzech najlepszych zawodników reprezentacji na turnieju
- KHL (2009/2010):
  - Nagroda Najlepsza Trójka dla tercetu najskuteczniejszych strzelców ligi (oraz Aleksiej Jaszyn i Maksim Suszynski) – łącznie 50 goli
- Ekstraliga czeska w hokeju na lodzie (2013/2014):
  - Pierwsze miejsce w klasyfikacji kanadyjskiej w fazie play-of: 15 punktów
  - Najbardziej Wartościowy Zawodnik (MVP) w fazie play-off